# Lenny code fiction
Lenny code fiction（レニーコードフィクション）は、日本のロックバンド。

## メンバー
POWERPLAY MUSIC公式サイトによる。
| 名前   | 生年月日（現年齢）     | 担当             |
| ------ | ---------------------- | ---------------- |
| 片桐航 | 1993年12月24日（31歳） | ボーカル・ギター |
| ソラ   | 1994年7月27日（31歳）  | ギター           |
| Kazu   | 1993年9月16日（31歳）  | ベース           |
| Kandai | 1992年9月18日（32歳）  | ドラム           |

## 経歴
キューンミュージック公式サイト、POWERPLAY MUSIC公式サイトによる。
- 2012年 CROMARTY（片桐航、Kazu他2名）として閃光ライオット出場（ファイナリスト）[3]。
- 2014年 CROMARTYからLenny code fictionに改名。
- 2015年 「百万石音楽祭」、「フェニックスロックフェスティバル」等に出演。
- 2016年春 ソラ・Kandai正式加入。8月31日　「Key -bring it on, my Destiny-」でメジャー・デビュー[4][5]。1月9日 2ndシングル「Flower」をリリース。11月13日　原宿アストロホールにて初ワンマンライブ                                                                                                                Lenny code fiction Presents『Non-fiction』を開催しソールドアウト。
- 2017年2月～3月 初の全国ツアーLenny code fiction LIVE TOUR 2017 “Non-fiction”を開催。最終日は3月23日代官山UNITにてワンマンライブ。4月12日 3rdシングル「Colors」をリリース。春から夏にかけて 「VIVA RA ROCK」「ミリオンロックフェス」「ガンホーフェス」「WESTGIGANTIC CITYLAND」「ROCK IN JAPAN FESTIVAL 2017」「SUMMER SONIC」と各地の大型フェスにも多数出演。9月〜12月、Lenny code fiction LIVE TOUR 2017 “AWAKENING”を開催。最終日は12月24日恵比寿リキッドルームにてワンマンライブ。12月2日 配信限定で｢AWAKENING｣をリリース。
- 2018年4月　同世代バンドのバンドハラスメント・VOI SQUARE CATと共同首都圏スプリットツアー『KERBEROS～眠ることのない三頭の一獣～』を開催。夏、「JOIN ALIVE」「ROCK IN JAPAN FESTIVAL」「イナズマロックフェス」と大型フェスに出演。10月～2019年2月、Lenny code fiction LIVE TOUR 2018-2019 "Montage"を開催最終日は2019年2月2日渋谷CLUB QUATTROにてワンマンライブ。12月、「COUNTDOWN JAPAN 18/19」に出演。
- 2019年1月より会員制モバイルサイト「THEATER 02（シアターレニー）」がオープン。

## タイアップ
| 起用年 | タイトル                      | タイアップ先                                                                                                   |
| ------ | ----------------------------- | --- |
| 2016年 | Key -bring it on, my Destiny- | テレビ東京系アニメ『D.Gray-man HALLOW』オープニングテーマ                                                      |
| 2016年 | Flower                        | テレビアニメ『ALL OUT!!』オープニングテーマ                                                                    |
| 2017年 | Colors                        | テレビ東京系アニメ『パズドラクロス』オープニングテーマ                                                         |
| 2018年 | Make my story                 | 読売テレビ・日本テレビ系アニメ『僕のヒーローアカデミア』オープニングテーマ                                     |
| 2019年 | 脳内                          | 毎日放送・TBS系アニメ『炎炎ノ消防隊』エンディングテーマ                                                        |
| 2022年 | ビボウロク                    | テレビ東京系アニメ『BORUTO-ボルト- -NARUTO NEXT GENERATIONS-』エンディングテーマ                               |
| 2023年 | SEIEN                         | テレビアニメ『魔王学院の不適合者 〜史上最強の魔王の始祖、転生して子孫たちの学校へ通う〜 II』オープニングテーマ |
| 2023年 | 花束                          | テレビアニメ『新しい上司はど天然』エンディングテーマ                                                           |
| 2025年 | SUGAR                         | テレビ東京系ドラマ『夫よ、死んでくれないか』オープニングテーマ                                                 |